# Laurence Fishburne
Laurence John "Larry" Fishburne III, född 30 juli 1961 i Augusta i Georgia, är en amerikansk skådespelare, pjäsförfattare, regissör, manusförfattare och producent. 
Fishburne är bland annat känd för sin roll som Morpheus i science fiction-filmtrilogin Matrix. Vid Oscarsgalan 1994 nominerades han till en Oscar i kategorin Bästa manliga huvudroll för sin roll i filmen Tina – What's Love Got to Do with It.
Fishburne är Unicef-ambassadör.

## Filmografi i urval
| År               | Titel                                      | Info                                            |
| ---------------- | ------------------------------------------ | ----------------------------------------------- |
| 1975             | Cornbread, Earl and Me                     |                                                 |
| 1979             | Fast Break                                 |                                                 |
| 1979             | Apocalype Now                              |                                                 |
| 1980             | Willie & Phil                              |                                                 |
| 1982             | Death Wish II                              |                                                 |
| 1982             | M*A*S*H                                    | Gästroll, Avsnitt: The Tooth Shall Set You Free |
| 1983             | Rumble Fish                                |                                                 |
| 1984             | The Cotton Club                            |                                                 |
| 1985             | Purpurfärgen                               |                                                 |
| 1986             |                                            |                                                 |
| Quicksilver      |                                            |                                                 |
| Band of the Hand |                                            |                                                 |
| Miami Vice       | Gästroll, Avsnitt: Walk-Alone              |                                                 |
| 1987             | Terror på Elm Street 3 – Freddys återkomst |                                                 |
| 1987             | Cherry 2000                                |                                                 |
| 1987             | Det sista slagfältet                       |                                                 |
| 1988             | School Daze                                |                                                 |
| 1988             | Red Heat                                   |                                                 |
| 1990             | King of New York                           |                                                 |
| 1990             | Cadence                                    |                                                 |
| 1991             | Class Action                               |                                                 |
| 1991             | Boyz n the Hood                            |                                                 |
| 1992             | Deep Cover                                 |                                                 |
| 1993             | Tina – What's Love Got to Do with It       |                                                 |
| 1993             | Oskyldiga drag                             |                                                 |
| 1995             | Livets hårda skola                         |                                                 |
| 1995             | Othello                                    |                                                 |
| 1995             | I sanningens tjänst                        |                                                 |
| 1996             | Jakten                                     | Fled: Film med Stephen Baldwin och Salma Hayek  |
| 1997             | Miss Evers Löfte                           | TV-serie (Producent)                            |
| 1997             | Event Horizon                              |                                                 |
| 1999             | Matrix                                     |                                                 |
| 2000             | Once in the Life                           | Även manusförfattare och producent              |
| 2001             | Osmosis Jones                              | Röst                                            |
| 2003             | Biker Boyz                                 |                                                 |
| 2003             | The Matrix Reloaded                        |                                                 |
| 2003             | Mystic River                               |                                                 |
| 2003             | The Matrix Revolutions                     |                                                 |
| 2005             | Assault on Precinct 13                     |                                                 |
| 2005             | Ashes and Snow                             |                                                 |
| 2005             | Kiss Kiss Bang Bang                        | Röst (cameo)                                    |
| 2006             | Akeelah and the Bee                        | Även producent                                  |
| 2006             | Mission: Impossible III                    |                                                 |
| 2006             | Bobby                                      |                                                 |
| 2006             | Five Fingers                               | Även producent                                  |
| 2007             | TMNT                                       | Röst                                            |
| 2007             | The Death and Life of Bobby Z              |                                                 |
| 2007             | Fantastic Four: Rise of the Silver Surfer  | Röst                                            |
| 2008             | 21                                         |                                                 |
| 2008             | Tortured                                   |                                                 |
| 2008             | Days of Wrath                              |                                                 |
| 2008 – 2011      | CSI: Crime Scene Investigation             | TV-serie                                        |
| 2009             | Armored                                    |                                                 |
| 2010             | Predators                                  |                                                 |
| 2011             | Contagion                                  |                                                 |
| 2013             | The Colony                                 |                                                 |
| 2013             | Man of Steel                               |                                                 |
| 2013 – 2015      | Hannibal                                   | TV-serie                                        |
| 2014             | Ride Along                                 |                                                 |
| 2014             | The Signal                                 |                                                 |
| 2014             | Rudderless                                 |                                                 |
| 2014 –           | Black-ish                                  | TV-serie (Skådespelare, Producent)              |
| 2016             | Standoff                                   |                                                 |
| 2016             | Batman v Superman: Dawn of Justice         |                                                 |
| 2016             | Passengers                                 |                                                 |
| 2017             | John Wick: Chapter 2                       |                                                 |
| 2017             | Last Flag Flying                           |                                                 |
| 2018             | Ant-Man and the Wasp                       |                                                 |
| 2019             | John Wick: Chapter 3                       |                                                 |
| 2025             | The Amateur                                |                                                 |